# Svartmaskad snårsparv
Svartmaskad snårsparv (Atlapetes melanopsis) är en fågel i familjen amerikanska sparvar. Den förekommer enbart i Anderna i södra Peru. IUCN kategoriserar den som nära hotad.

## Utseende och läten
Svartmaskad snårsparv är en 17,5 cm lång och matt gröngrå medlem av familjen amerikanska sparvar. Den är svart på pannan med vitaktiga "horn" ovan tygeln, ett svart område ovan ögat, ett kort och otydligt strupsidestreck och en ljust ockrafärgad eller gulbrun hjässa. Ovansidan är matt gröngrå med mörkare vingar och stjärt, medan undersidan är lätt gulflammigt sotfärgad med olivgrön anstrykning. Näbben är svart, ögat brunrött och fötterna grå. Lätena beskrivs som tjattrande "chup" och ljusa men hesa gnissliga ljud.

## Utbredning och systematik
Fågeln förekommer i Anderna i södra Peru (Ayacucho och Huancavelica). Den behandlas som monotypisk, det vill säga att den inte delas in i några underarter.

### Familjetillhörighet
Tidigare fördes de amerikanska sparvarna till familjen fältsparvar (Emberizidae) som omfattar liknande arter i Eurasien och Afrika. Flera genetiska studier visar dock att de utgör en distinkt grupp som sannolikt står närmare skogssångare (Parulidae), trupialer (Icteridae) och flera artfattiga familjer endemiska för Karibien.

## Status
Arten har ett begränsat utbredningsområde som påverkas av habitatförlust. Beståndet tros också vara litet, uppskattat till endast mellan 1 500 och 7 000 vuxna individer. Internationella naturvårdsunionen IUCN listar den som nära hotad.